# 林崎甚助
林崎甚助（1542年／1548年？－1621年？）是日本戰國時代至江戶時代前期的劍客、武術家。被認為是居合道（抜刀術）的始祖。舊名淺野民治丸。本姓源氏，名重信。
開創的劍術流派被稱為神夢想林崎流、林崎流、林崎夢想流等，不過在生前並沒有創立過流派名。從神夢想林崎流中分出的許多流派（無雙直傳英信流、民彌流、水鷗流、關口流等）的系譜中被當作是初代，江戶時期以後，曾見識過被教授過的弟子的武術家和修行者獨自創作出居合等，有著非常強的影響力。現代在提及古流時，亦多數引用林崎甚助，廣為人知。

## 生平

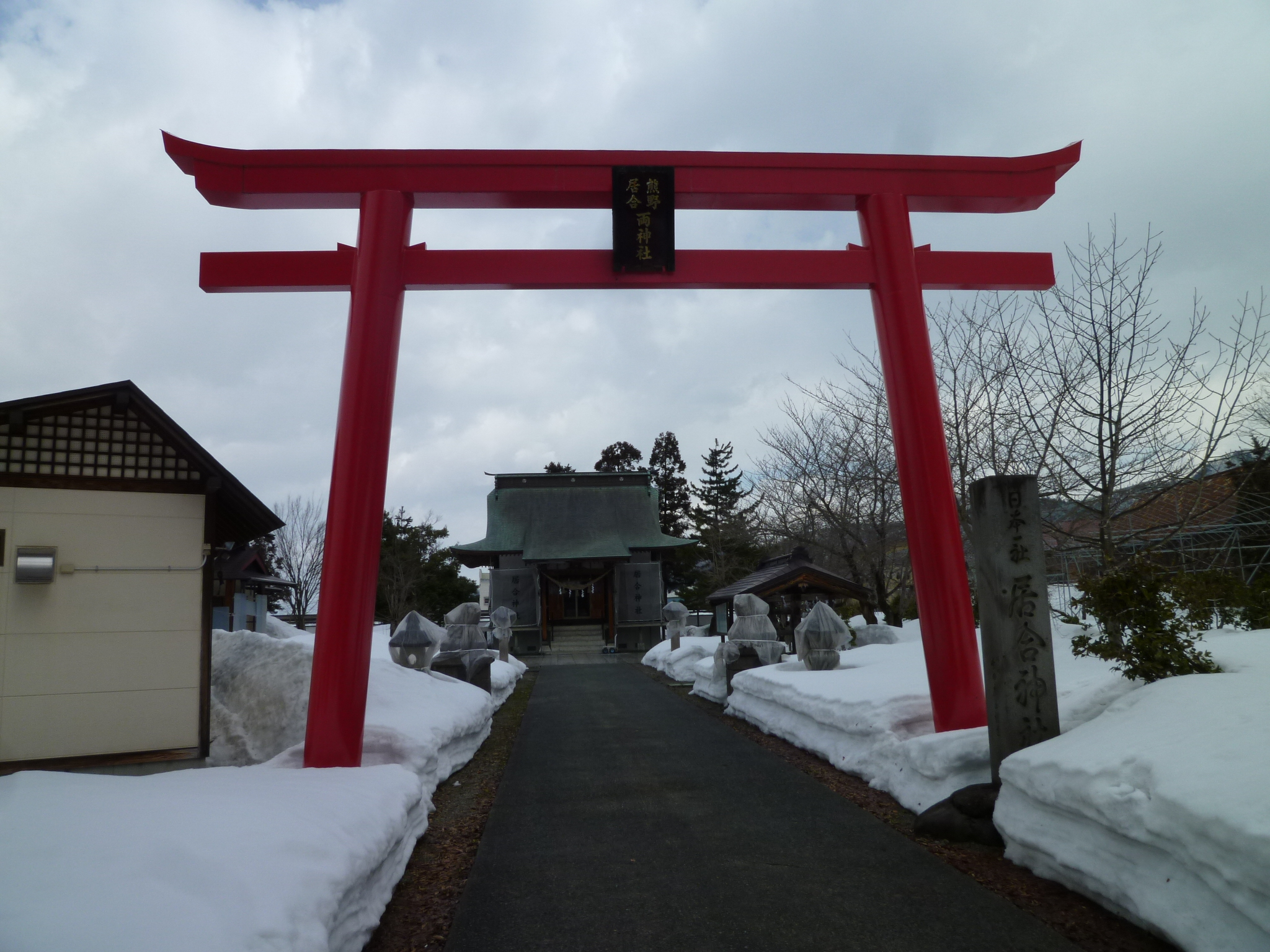
山形市村山市的居合神社

在天文11年（1542年）於出羽國楯山林崎（現今山形縣村山市林崎）出生。父親是淺野數馬。天文16年（1547年），父親因為受坂一雲齋所恨，在深夜中下圍棋後，歸家途中被襲擊殺死。於是為了報仇，跟隨楯岡城的武藝師範東根刑部太夫學習武術。弘治2年（1556年），在向林崎明神（熊野明神）祈念時，受到神明傳授居合的極意（應是傳說）。此後在永祿4年（1561年），以19歲之齡成功報仇（一說是永祿3年（1560年））。此後在諸國廻國修行，教授過許多弟子，傳說指途中被加藤清正邀請，指導加藤家的家臣。
根據林崎新夢想流的傳書記載，曾向塚原卜傳學習鹿島新當流，傳書中有卜伝流劍術的目錄。而鞍馬流劍術的傳書則以甚助為第2代。被推測曾向其他流派學習。
元和3年（1617年），再次廻國修行，此後行蹤不明。
弟子有田宮重正（田宮流開祖）、關口氏心（關口流開祖）等。